# West Liberty (Kentucky)
West Liberty é uma cidade localizada no estado americano de Kentucky, no Condado de Morgan.

## Demografia
Segundo o censo americano de 2000, a sua população era de 3277 habitantes.
Em 2006, foi estimada uma população de 3352, um aumento de 75 (2.3%).

## Geografia
De acordo com o United States Census Bureau tem uma área de
11,5 km², dos quais 11,5 km² cobertos por terra e 0,0 km² cobertos por água. West Liberty localiza-se a aproximadamente 230 m acima do nível do mar.

## Localidades na vizinhança
O diagrama seguinte representa as localidades num raio de 36 km ao redor de West Liberty.